# Catocala georgeana
Catocala georgeana är en fjärilsart som beskrevs av William Beutenmüller 1918. Catocala georgeana ingår i släktet Catocala och familjen nattflyn. Inga underarter finns listade i Catalogue of Life.

## Bildgalleri

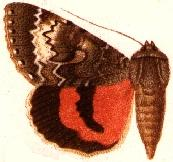